# Rifaximin
A rifaximin (INN) számos aerob és anaerob Gram-pozitív és Gram-negatív baktériummal szemben baktericid hatással rendelkező antibiotikum. A rifamicin SV félszintetikus derivátuma, és az e csoportba tartozó antibiotikumokhoz hasonlóan irreverzibilisen kötődik a baktérium DNS függő RNS polimeráz enzimének béta alapegységéhez, gátolva ezzel a baktérium RNS és fehérje szintézisét.
A per os alkalmazott rifaximin gyakorlatilag nem szívódik fel a gyomor-bél traktusból (kevesebb, mint 1%), aktív formában a bélben és a székletben koncentrálódik. A gyomor-béltraktusban magas koncentrációban jelenlévő rifaximin igen hatékony a patogén baktériumok (salmonella, Shigella, enteropatogén E. coli stb.) eradikációjában, különösen a vastagbél területén. A rifaximin antibakteriális hatása biztosítja a bélfunkció normalizálódását és a kísérő tünetek visszaszorításával a gyulladásos folyamatok megszüntetését. A gastrointestinális műtétek alatt a seb és a szisztémás fertőzés kockázata csökken, valamint csökken a baktériumok termelte ammónia is, ami súlyos májbetegség esetében, csökkent méregtelenítési aktivitással szerepet játszik a hepatikus encephalopathia pathogenezise és szimptómáinak kialakulásában.
Mivel a gyomor-béltraktusból gyakorlatilag nem szívódik fel, szisztémásan mellékhatást nem okoz. Számos klinikai vizsgálat igazolta, hogy a rifaximin jól tolerálható.